# Erateina semiluctuata
Erateina semiluctuata là một loài bướm đêm trong họ Geometridae.